# ویل بلوم
ویل مک‌میلان بلوم (انگلیسی: Vail MacMillan Bloom) بازیگر اهل ایالات متحده آمریکا است. او نقش هدر استیونز را در سریال جوان و بی‌قرار به تصویر کشید که برای آن نامزد دریافت جایزه روز امی شد.
از فیلم‌ها یا برنامه‌های تلویزیونی که وی در آن نقش داشته است می‌توان به وندرپامپ سالار اشاره کرد.
وی با مدرک لیسانس معماری از دانشگاه پرینستون فارغ‌التحصیل شد.

## زندگی شخصی
بلوم در بوستون، ماساچوست متولد شد و در کنتیکت و فلوریدا بزرگ شد. وی دختر یک تاجر و استاد دانشگاه است. او در سال ۲۰۰۴ با مدرک لیسانس معماری از دانشگاه پرینستون فارغ‌التحصیل شد.  بلوم در سال ۲۰۰۳ در فهرست دختران جذاب زادگاهش در مجله ماکسیم رتبۀ سوم را کسب کرد. او زمانی به بازیگری علاقه‌مند شد که یکی از هم دانشگاهی‌هایش در پرینستون از او خواست تا در یک فیلم کوتاه بازی کند.
بلوم در سال ۲۰۱۴ در یک برنامه تلویزیونی اعتراف کرد که در طول سال‌های حضورش در سریال «جوان و بی‌قرار» با مشکل مواد مخدر مواجه بوده است. وی گفت: «من مدت کمی در سریال «جوان و بی‌قرار» بودم و کم‌کم داشتم درگیر این سبک زندگی می‌شدم... چیزی که شبیه سبک زندگی هالیوودی به نظر می‌رسید، و کم‌کم داشتم با مواد مخدر به دردسر می‌افتادم.»

## حرفه
بلوم نقش دستیار دادستان ناحیه، هدر استیونز را در سریال جوان و بی‌قرار بازی کرد، نقشی که برای آن در سال ۲۰۰۸ نامزد دریافت جایزه روز امی شد. در مارس ۲۰۰۹، او در سریال اینترنتی «فرشته مرگ» ظاهر شد. وی در فیلم «خیلی دیر» محصول ۲۰۱۵ نیز ایفای نقش کرده و بیشتر به خاطر صحنه‌ی بی‌رحمانه‌اش مشهور است.

## فیلم‌شناسی
| سال                 | عنوان                              | نقش            | یادداشت ها                                                                    |
| ------------------- | ---------------------------------- | -------------- | ----------------------------------------------------------------------------- |
| ۲۰۰۶                | لاس وگاس (سریال تلویزیونی)         | زن شماره ۲     | قسمت اول: "جعبه دیلیندا"                                                      |
| ۲۰۰۷–۲۰۱۰ ۲۰۲۳–۲۰۲۴ | جوان و بی‌قرار                      | هدر استیونز    | نقش از: ۱۳ ژوئیه ۲۰۰۷ تا ۶ آوریل ۲۰۱۰ تکرار: ۱۵ فوریه ۲۰۲۳ تا ۲۶ سپتامبر ۲۰۲۴ |
| ۲۰۰۷                | پایان بازی                         | کاسی           | فیلم                                                                          |
| ۲۰۰۸                | زمان                               | آنی            | فیلم کوتاه                                                                    |
| ۲۰۰۹                | فرشته مرگ                          | ریجینا داونز   | سریال‌های وب                                                                   |
| ۲۰۰۹                | دارودسته                           | دستیار ایمی    | قسمت: "یک ماشین، دو ماشین، ماشین قرمز، ماشین آبی"                             |
| ۲۰۰۹                | تصورات بر روی واقعیت               | کل غذاها سارا  | فیلم تلویزیونی                                                                |
| ۲۰۰۹                | پرونده سرد                         | آلیسلا لین     | قسمت: "فورنسیک"                                                               |
| ۲۰۱۰                | خوابگر                             | آیرین بیلی     | فیلم                                                                          |
| ۲۰۱۱                | عشق شما هرگز نهفته نمی‌شود          | بِت             | ویدیو                                                                         |
| ۲۰۱۱                | زندگی در هتل                       | آلیسون         | فیلم                                                                          |
| ۲۰۱۲                | ارتفاعات هالیوود (سریال تلویزیونی) | بری            | قسمت: "تکلیف متن"                                                             |
| ۲۰۱۲                | سریال آسپن                         | مادیسون هارتمن | ۶ قسمت                                                                        |
| ۲۰۱۳                | کسل                                | تیفانی شاو     | قسمت: "موت دیوانه شده"                                                        |
| ۲۰۱۳                | سلام خانم‌ها                        | اشلی           | قسمت: "محموم"                                                                 |
| ۲۰۱۴                | نظارت                              | مگان           | فیلم کوتاه                                                                    |
| ۲۰۱۴–۲۰۱۵           | وندرپامپ سالار                     | خودش           | بر اساس واقعیت                                                                |
| ۲۰۱۵                | خیلی دیر شد                        | جانت لئونز     | فیلم                                                                          |
| ۲۰۱۶                | ملک‌های سبک                         | خودش           | همچنین تولید کننده                                                            |
| ۲۰۱۸                | زنده ماندن در حیات وحش             | راشل           | فیلم؛ همچنین تولید کننده اجرایی                                               |
| ۲۰۱۸                | روح فراتر                          | جنیفر بوروز    | فیلم                                                                          |
| ۲۰۱۸                | اسب یتیم                           | کارولین کراولی | فیلم                                                                          |

## نامزدی
| سال  | جایزه         | دسته‌بندی                               | کار           | نتیجه | منبع   |
| ---- | ------------- | -------------------------------------- | ------------- | ----- | ------ |
| ۲۰۰۸ | جایزه روز امی | بهترین بازیگر زن جوان در یک سریال درام | جوان و بی‌قرار | نامزد | [ ۱۳ ] |